# محمد عثمان عبد الرحيم
محمد عثمان عبد الرحيم (1914 - 2014)، هو شاعر سوداني، صاحب قصيدة (انا سوداني). ولعب دورا كبيرا في التعريف بالشعر السوداني عبر النشر في دوريات مصرية ولبنانية في ثلاثينيات وأربعينيات القرن العشرين.، ديوانه الأول بعنوان «رياض الأدب» صدر عام 1947م في القاهرة وقدمه الشاعر إبراهيم ناجي.

## حياته
ولد في عام 1914م بمدينة رفاعة التي تقع جنوب شرق العاصمة الخرطوم في الضفة الشرقية للنيل الأزرق وتعرف باسم مدينة العلم والنور. تخرج في كلية غوردون التذكارية التي أصبحت الآن جامعة الخرطوم، وكان عضواً في لجنة الزعفران التي هدفت لطرد المستعمر البريطاني من السودان، وكان سلاحه هو الشعر. أصبح محمد عثمان عبد الرحيم من أبرز ناشطي جمعية الزعفران الوطنية، وهي الجمعية التي كانت تقود النشاط السياسي بكلية غردون في الفترة ما بين 1931 وحتى 1942م، وهي الفترة التي عرف فيها شاعرا مناضلا ساهم بشعره في فجر الحركة الوطنية. ويعتبر من الأوائل الذين أسهموا في تأسيس مؤتمر الخريجين عام 1938م، والذي أطلق فكرته الشاعر والسياسي الراحل أحمد خير.
واستقر منذ أن نال المعاش في الستينيات بمدينة رفاعة ولم يغادرها حتى رحيله، وكان منزله باحة للعلم والأدب والمعرفة حتى وفاته، ولقد امتاز بذاكرة قوية وفكر ثاقب رغم تقدمه في العمر.

## وفاته
توفي مساء يوم السبت 11 أكتوبر 2014 بمدينة رفاعة وذلك عن عمر بلغ المئة عام تماما حيث ولد في عام 1914م. وتم تشييع الشاعر يوم الأحد في مدينة رفاعة بحشد جماهيري كبير، شارك فيه مسؤولون من حكومة ولاية الجزيرة.

## من مؤلفاته
- ديوان: «رياض الأدب» صدر عام 1947م.
- ديوان: «ومضات فكر» صدر عام 2005م.
- ديوان: «وقفات على مدارج الاستقلال» عام 2007م.
- وشهد العام 2011م طباعة آخر دواوينه الذي جاء بعنوان «في ميزان قيم الرجال» وإذا كان الديوان الأول طُبع في القاهرة، فان العاصمة القطرية الدوحة شهدت ميلاد الديوان الأخير.[5]

## الجوائز
- أحرز الجائزة الثانية في مسابقة الإذاعة البريطانية عام 1940م.

والمهرجان الأدبي الرابع الذي اقيم بالابيض عام1944م.
- اشترك في مهرجان الابداع الثقافي في مدينة ود مدني، وأحرز الوسام الذهبي والشهادة التقديرية والمرتبة الأولى في الشعر.
- نال الجائزة الأولى في الشعر العربي الفصيح في المسابقة التي اعدتها اللجنة العليا لأعياد البلاد بالعيد الثاني لثورة الإنقاذ الوطني.
- فاز بالمرتبة الأولى في الشعر في المسابقة التي اقيمت بمناسبة العيد الثالث لقوات الدفاع الشعبي.
- تم تكريمه بواسطة المجلس القومي لرعاية الآداب والفنون بالخرطوم.
- كرمه المشير عمر حسن البشير رئيس الجمهورية في مناسبة مؤتمر تطوير محافظة البطانة في يناير 1992م.

منحه السيد/ الرئيس عمر أحمد البشير الوسام الذهبي للآداب والعلوم والفنون من
رئاسة الجمهورية في أعياد ثورة الإنقاذ عام 2005م.